# 493
| Calendário gregoriano                                                        | 493 CDXCIII                     |
| Ab urbe condita                                                              | 1246                            |
| Calendário arménio                                                           | -59 – -58                       |
| Calendário bahá'í                                                            | -1351 – -1350                   |
| Calendário budista                                                           | 1037                            |
| Calendário chinês                                                            | 3189 – 3190                     |
| Calendário copta                                                             | 209 – 210                       |
| Calendário etíope                                                            | 485 – 486                       |
| Calendários hindus - Vikram Samvat - Calendário nacional indiano - Cáli Iuga | 548 – 549 414 – 415 3593 – 3594 |
| Calendário Holoceno                                                          | 10493                           |
| Calendário islâmico                                                          | 133 BH – 132 BH                 |
| Calendário judaico                                                           | 4253 – 4254                     |
| Calendário persa                                                             | 129 BP – 128 BP                 |
| Calendário rúnico                                                            | 743                             |
| Calendário solar tailandês                                                   | 1036                            |

493 (CDXCIII, na numeração romana) foi um ano comum do século V do Calendário Juliano, da Era de Cristo, a sua letra dominical foi C (52 semanas), teve início a uma sexta-feira e terminou também a uma sexta-feira. Segundo o horóscopo chinês, foi o ano do Galo.
| Ano completo                       |
| ---------------------------------- |
| Ano comum com início à sexta-feira |

## Eventos
- Teodorico, o Grande funda o reino ostrogodo da Itália.

## Mortes
- 15 de Março - Odoacro